# Різдвяне бажання Річі Річа
«Різдвяне бажання Річі Річа» (англ. Richie Rich's Christmas Wish, також «Багатенький Річі 2») — продовження фільму 1994 року Багатенький Річі, що вийшов в США direct-to-video в 1998 році.

## Сюжет
Події фільми відбуваються на Святвечір, Річі Річ — найбагатша дитина у світі, дуже хоче провести день зі своїми друзями. Під час шалених перегонів зі своїми друзями по снігу, дворецький Річі, Герберт Кедбері, керує автомобілями за допомогою пульта дистанційного керування та направляє дітей назад до будинку Річі. Потім він нагадує йому про його обов’язки, які він повинен виконати напередодні Різдва і наказує йому переодягнутися та приготуватися до чаювання. Перш ніж це зробити, він відвідує свого домашнього вченого, професора Кінбіна (Розумна Голова), який показує йому свій нещодавній винахід, машину бажань, яка працює лише напередодні Різдва. Річі зустрічається зі своїми батьками, Річардом та Регіною Річ, щоб запитати, що б вони хотіли отримати на Різдво. Перебуваючи з ними, він також випробовує нову вудку свого батька, винайдену Кінбіном.
Під час чаювання Річі зустрічає свого розпещеного двоюрідного брата Реджі Ван До, який бажає, щоб він був таким же багатим, як Річі. Пізніше він одягається як ельф, а Кедбері як Санта-Клаус, щоб роздавати різдвяні подарунки в дитячому будинку. Готуючись, Кедбері розповідає Річі про те, як він був рок-зіркою в юності в групі під назвою «Зубний канал». Коли вони вилітають на санях з Річі за кермом, Реджі бере керування ними за допомогою пульта дистанційного керування, винайденого Кінбіном, який Кедбері використовував раніше. Він веде його вулицями, повз магазини, будинки та людей, таким чином майже знищуючи все в усьому процесі. Річі та Кедбері потрапляють в аварію, під час якої сани падають і буквально вибухають разом з подарунками, а Кедбері сильно пошкоджує щиколотку. Річі біжить за допомогою, але увійшовши в місто, бачить, що ситуація кардинально змінилася. Реджі розповсюджує чутки про нього і всі люди обернулися проти нього.
Спустошений і вважаючи, що весь інцидент стався з його вини, Річі йде в лабораторію Кінбіна і сідає навпочіпки перед машиною бажання. Сумуючи через свою невдачу, він випадково бажає ніколи не народжуватися. Машина відразу виконує його бажання, після чого він переноситься в інший світ, в якому він ніколи не народжувався і тому його ніхто не впізнає. Реджі став сином Річарда та Регіни й став найбагатшою дитиною у світі. Він керує всіма. Його іменем названі дороги та будівлі. Реджі контролює все місто, включаючи поліцію. Цей світ дуже сумний і скрізь видно голод і нещастя. Це змушує Річі зрозуміти, що все було б не краще, якби він не народився і тому вирішує повернутися у світ, у якому він є Річі Річем.
Хоча батьки більше не впізнають його, він щасливий, що його собака Долар впізнає його. Він бере з собою Долара, щоб розлютити Реджі, який є його нинішнім власником. Реджі наказує поліціянтам розшукати Річі, якого помилково називають викрадачем собак, а також оголошує винагороду за його спіймання. Перехитривши поліціянтів, які намагаються його зловити, Річі знаходить Кедбері, який все ще є частиною гурту «Зубний канал» і Кінбіна, який керує власною лабораторією під назвою «Світ чудес Кінбіна». Річі запитує Кінбіна про машину бажань, яка, за його словами, потребує кістки бажання «Пегліазавра», щоб бути повною. Разом зі своїми друзями, які вирішують йому допомогти, Річі вирушає до міського музею, щоб дістати кістку зі скелета динозавра. Успішно пройшовши через системи лазерного виявлення, вони дістають його, використовуючи вудку, винайдену Кінбіном. Перш ніж вийти з музею, Річі та його друзі помічають батьків Реджі, які зараз працюють там нічними охоронцями.
Коли вони потрапляють до лабораторії, змушують машину працювати належним чином. Однак, перш ніж Річі встиг побажати собі повернутися, туди прибуває Реджі з поліціянтами. Річі, Кедбері, Кінбіна та друзів Річі саджають у в'язницю, а Реджі забирає машину додому. Удома Реджі бажає літати, але перш ніж він встигає загадати ще одне бажання, Долар втікає з кісткою. Коли вдруге не виходить, він роздратований виходить з кімнати й усамітнюється. У в'язниці Річі та його друзів рятує «Зубний канал». Усі вони поспішають до дому Реджі, і поки той ще спить, Річі намагається побажати собі повернення. Однак вони виявляють, що машина більше не працює, оскільки раніше Реджі штовхнув її ногою у злості. Поки Кінбін це лагодить, Реджі прокидається, на нього нападають Річі та його друзі. Вони перемагають його і всі кидають працювати на нього, а сержант Муні відмовляється працювати на когось, хто скасує Різдво. Після цього машина починає працювати знову і Річі загадує бажання, щоб повернутися як Річі Річ.
Річі виправляє всі речі, які пішли не так після його зникнення і тепер він набагато вдячніший за те, що живий. Всі раді його поверненню, збираються навколо ялинки й співають.

### Розширена телевізійна кінцівка
Батьки спіймали Реджі на гарячому в його діях проти Річі й батьки Реджі змушують його просити вибачення за всі неприємності, які він завдав Річі, визнаючи, що саме він взяв під контроль сани й зіпсував подію. Річі розуміє, що це не його вина, він повинен був знати, що це Реджі й він загадав це бажання даремно. Вони прощають один одного.

## Виробництво
Готель "Langham Huntington Hotel and Spa" в Пасадені, штат Каліфорнія, був використаний для сцен екстер'єру розкішного особняка Річа. Внутрішній вестибюль і сейф занедбаної будівлі банку «Валута» в центрі Лос-Анджелеса був використаний для сцени, в якій Річі ловить у пастку охоронців, що переслідують Річі. Фонова музика в окремих сценах також була використана у фільмах «Digimon», «Каспер: Початок» та «Каспер: Повернення». Колоніальна вулиця в Юніверсал Сіті, яку раніше використовували у «Сімейці монстрів», «Витівки Бівера» та «Цікаві», також з'являється в кадрі.

## У ролях
- Девід Галлагер — Річі Річ;
- Мартін Малл — Річард Річ-старший;
- Юджин Леві — професор Кінбін «Розумна голова»;
- Кін Кертіс — Кедбері;
- Джейк Річардсон — Реджі;
- Леслі Енн Уоррен — мама;
- Марла Мейплз — місіс Ван Доу;
- Мішель Трахтенберг — подруга Річі.